# Papado de Perugia

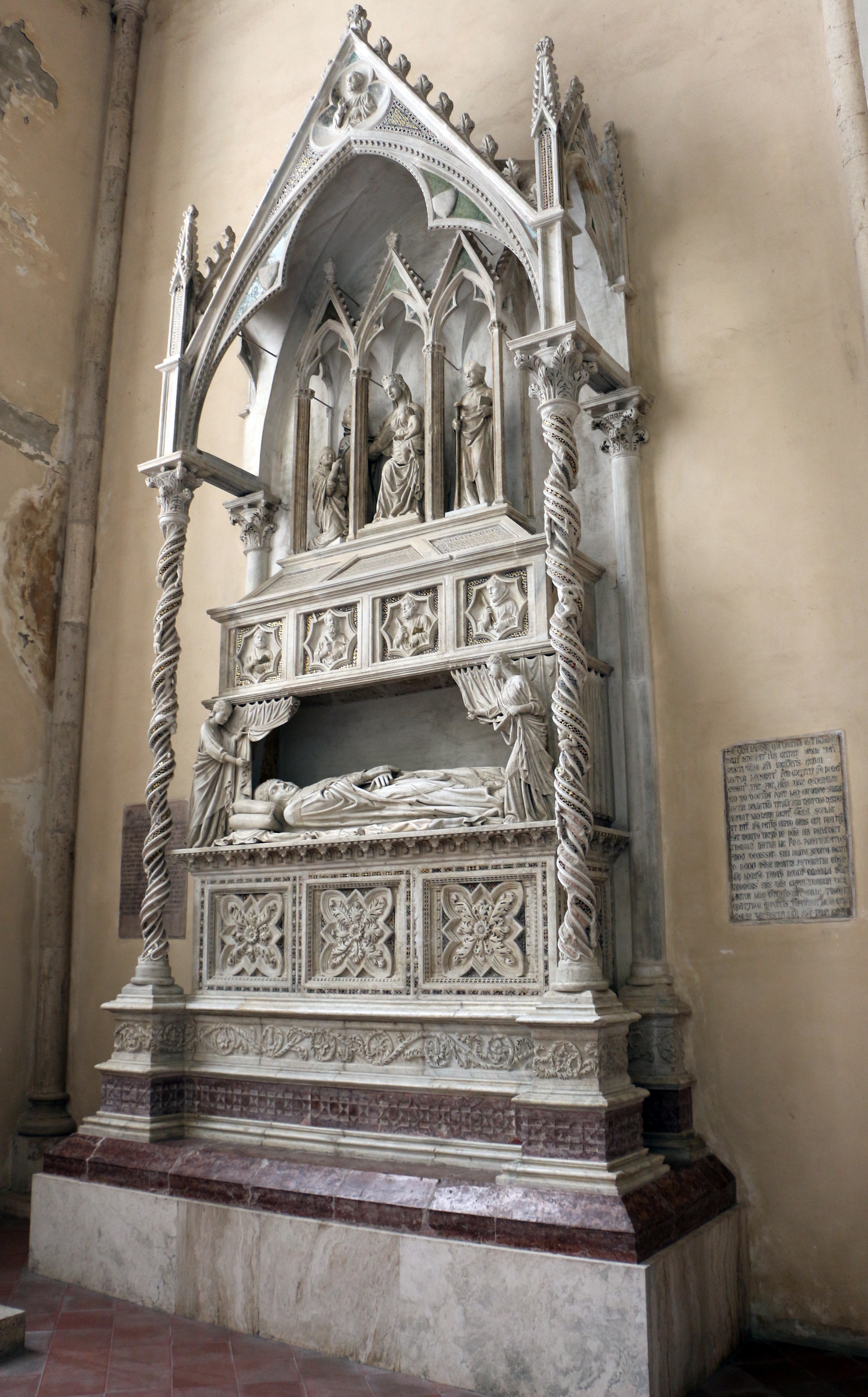
La tumba del papa Benedicto XI en Perugia

Perugia fue durante mucho tiempo residencia papal durante el siglo XIII. Cinco papas fueron elegidos aquí: Papa Honorio III (1216-1227), Papa Clemente IV (1265-1268), Papa Honorio IV (1285-1287), Papa Celestino V (1294), y Papa Clemente V (1305-1314). Estas elecciones tuvieron lugar en el Palazzo delle Canoniche adyacente a la Catedral de Perugia.
En la Catedral se encontraban las tumbas del Papa Inocencio III (1198-1216), del Papa Urbano IV (1261-1264) y del Papa Martín IV (1281-1285). Estos fueron destruidos por Gérard du Puy, el  cardenal-sobrino del Papa Gregorio XI (1370-1378).
Durante el mandato de du Puy como gobernador papal durante la Guerra de los Ocho Santos saqueó las obras del Duomo para obtener materiales para su fortaleza privada. Según Heywood, debido a la construcción de du Puy, "tan cierto parecía que la  Curia Papal estaba a punto de ser trasladada a Perugia que los comerciantes extranjeros comenzaron a negociar el alquiler de tiendas y almacenes en la ciudad. " La tumba del Papa Benedicto XI (1303-1304) se encuentra aún existentes en la Basílica de Santo Domingo (Perugia).

## Antecedentes
El papa Zacarías convenció al rey lombardo Ratchis para que abandonara su asedio a la ciudad en el año 749. La ciudad también fue incluida en la "Donación de Pipino", y por tanto añadida a los Estados Pontificios..

## Historia como residencia papal

### Inocencio III
El papa Inocencio III (1198-1216) estuvo en Perugia en septiembre de 1198 para consagrar a S. Lorenzo; en octubre, se marchó a Todi. Inocencio III murió en Perugia en 1216, donde los cardenales se reunieron para elegir a Honorio III.

### Gregorio IX
Según Heywood,
Durante su implacable persecución de Federico II Hohenstaufen, los papas, y especialmente Gregorio IX, residían a menudo en Perugia. Allí pudieron madurar sus ambiciosos planes con seguridad, mientras que la ciudad que los acogió y protegió cosechó una rica recompensa por su lealtad en elogios y privilegios. Allí, en junio de 1228, llegó Gregorio, expulsado de Roma por una revuelta gibelina, y desde allí dirigió la invasión del reino de Nápoles. Todavía estaba en Perugia cuando, en mayo de 1229, Federico desembarcó en Brindisi y, desplegando el Estandarte de la Cruz contra el Estandarte de las Llaves, rechazó y derrotó a los ejércitos conquistadores de la Iglesia. Sólo en febrero de 1230, el Papa regresó a Roma y, en 1234, estuvo de nuevo en Perugia, donde permaneció hasta diciembre de 1236
Según Heywood, Perugia "asumió virtualmente la posición de vicario papal en Umbría" Al parecer, ambos tuvieron un desencuentro en la época de Martín IV, quien excomulgó a toda la ciudad de Perugia por desobedecer su orden de no vengarse del Obispado de Foligno, y él y sus cardenales fueron quemados en efigie en Perugia.

### Inocencio IV
Tras la muerte de Federico II, el papa Inocencio IV (1243-1254) regresó a Italia y llegó a Perugia en noviembre de 1251. No reanudó su viaje hacia Roma hasta 1253, cuando fue convocado por el senador  Brancaleone. Según Heywood,
Durante su residencia en Perugia, hizo todo lo posible para demostrar su gratitud por su inquebrantable lealtad, y, en un Privilegio del 3 de octubre de 1252, dirigido al Obispo de la ciudad y que aún se conserva en los archivos municipales, recuerda la gran aflicción y trabajo que había soportado 'pro fidei puritate atque devotionis sinceritate servanda erga Romanam Ecclesiam matrem suam'. Además, durante esos años prósperos, Perugia reafirmó su autoridad sobre muchas ciudades a las que, por miedo al Emperador, había permitido desprenderse de su lealtad

### Urbano IV
El Papa Urbano IV (1261-1264) vivió en Perugia en 1264, mientras huía con su Curia de Pietro Di Vico, que planeaba tenderle una emboscada en Orvieto. Urbano Iv permaneció en Perugia hasta su muerte.

### Benedicto XI
El papa Benedicto XI (1303-1304) se refugió en Perugia al ser elegido, donde murió en julio de 1304, lo que desencadenó una elección de once meses en el "Palacio del Papa". Fue elegido el papa Clemente V (1305-1314), que trasladó el papado a Aviñón, provocando el papado de Aviñón.

### Bonifacio IX
El papa Bonifacio IX (1389-1404) vivió en Perugia desde septiembre de 1392 hasta 1393, durante el Cisma de Occidente. Su legado, Pileo, el arzobispo de Rávena, había estado vigilando la ciudadela y la ciudad en su ausencia. Durante su estancia en la ciudad, Bonifacio IX llamó a los exiliados güelfos y consiguió una victoria militar contra Giovanni Sciarra da Vico. Uno de estos exiliados fue asesinado en las calles en julio de 1393 y Pandolfo de' Baglioni, un noble, interfirió en la capacidad del Podestá para dictar sentencia; en represalia, una turba enfurecida mató a Pandolfo y a gran parte de su familia. Mientras la ciudad estallaba en violencia, el papa y sus ayudantes huyeron a Asís.

## Palacio Papal
Una parte de la Canonica (rectoría), que anteriormente había sido "invadida" por los magistrados cívicos, fue ocupada por los papas, y más tarde se conoció como el Palacio del Papa; posteriormente se utilizó como residencia del gobernador papal (Palacio del Gobernador). La Canonica estaba conectada con el Palacio Episcopal por medio de macizos arcos que ahora conforman la Via delle Volte. El Gran Salón tenía capacidad para 600 personas. El palacio, que entonces era la residencia del gobernador papal, se quemó hasta los cimientos en 1534. El Papa Pío IV (1559-1565) concedió el lugar y los restos al cardenal Fulvio della Corgna.
La Piazza della Paglia pasó a llamarse Piazza del Papa en 1816, cuando se trasladó allí una estatua del Papa Julio III (1550-1555).

## Relaciones papales posteriores
En 1375, Perugia fue una de las primeras ciudades en unirse a Florencia en la rebelión contra Gregorio XI en la Guerra de los Ocho Santos. El papa Bonifacio IX (1389-1404) recuperó la ciudad en 1403. En 1416, el Papa Martín V (1417-1431) reconoció a Braccio da Montone como señor de Perugia. El Papa Julio II (1503-1513) conquistó a Gian Paolo Baglioni en la ciudad en 1506, y el Papa León X (1513-1521) ordenó decapitarlo en 1520. A partir de entonces, Perugia volvió a ser una dependencia inmediata de la Santa Sede. La ciudad se rebeló contra el impuesto sobre la sal del Papa Pablo III (1534-1549) en 1540. Pedro Luis Farnesio reprimió la rebelión por Pablo III, que construyó una fortaleza en la ciudad. El Papa Julio III (1550-1555) restauró muchos de los privilegios de la ciudad a partir de entonces. Cuando los peruginos se rebelaron de nuevo en 1848, demolieron la torre de Pablo III. Las tropas pontificias retomaron la ciudad de nuevo en 1859.
El Papa León XIII (1878-1903), antiguo obispo de Perugia, convirtió la sede en una archidiócesis tras su elección.

## Resumen
Al menos cinco papas pasaron periodos importantes de residencia en Perugia.

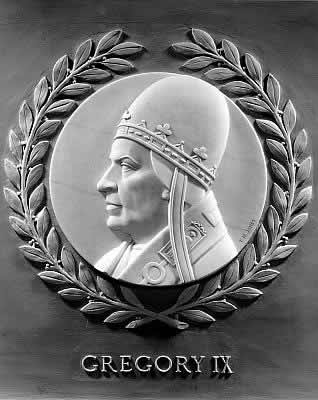
El Papa Gregorio IX (1227-1241) vivió en Perugia de junio de 1228 a febrero de 1230 y de 1234 a diciembre de 1236.
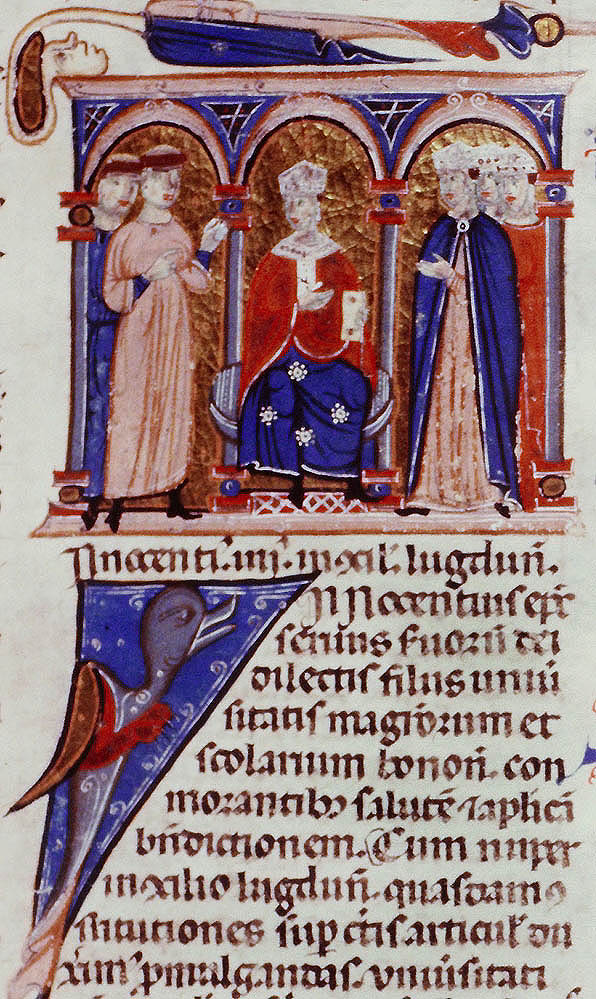
Papa Inocencio IV (1243-1254) vivió en Perugia de noviembre de 1251 a 1253.
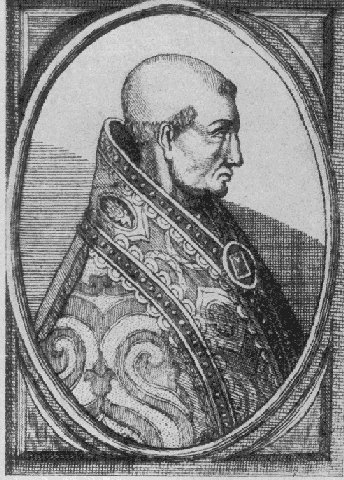
Papa Urbano IV (1261-1264) vivió en Perugia en 1264 hasta su muerte.
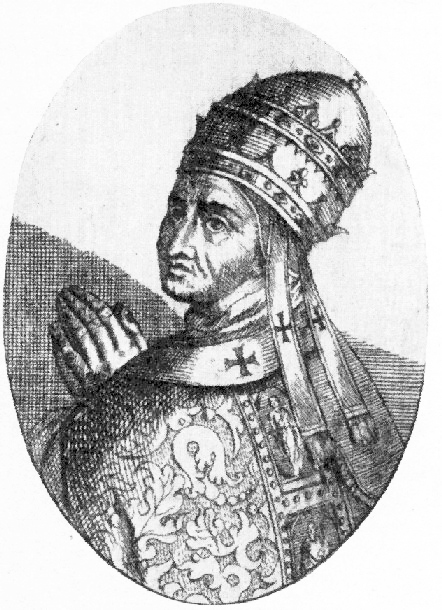
Papa Benedicto XI (1303-1304) vivió en Perugia hasta su muerte en julio de 1304.
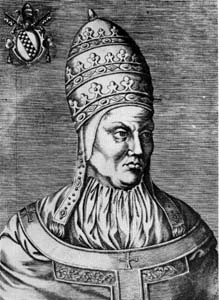
Papa Bonifacio IX (1389-1404) vivió en Perugia desde septiembre de 1392 hasta julio de 1393